# Guido Schilling
Guido Schilling (* 17. März 1939 in Basel; † 30. August 2024) war ein Schweizer Sportpsychologe und Sportwissenschaftler. Er gilt als Doyen der Schweizer Sportwissenschaft.

## Leben
Nach dem Abitur in Basel, einem Jahr am Williams College (Massachusetts), wo er u. a. als Sprinter für die Hochschulmannschaft startete, studierte er 1960–1967 Sport und Psychologie an der ETH Zürich und an der Universität Zürich, was er mit dem  Diplom als Turn- und Sportlehrer I und als Dr. phil. (Hauptfach Psychologie) abschloss  (Diss. 1968: Zur Auswahl von Linienpiloten). Nach einer kurzen Tätigkeit für die  Personalabteilung der Swissair, wurde er 1968 der Gründungsbeauftragte des SOV (Landesverband für Sport) für eine überverbandliche Spitzentrainerausbildung der Schweiz. Dieses mündete in der Leitung der Schweizer Trainerausbildung in der Eidgenössischen Hochschule für Sport Magglingen. Diese Ausbildung stellte für die deutsche in der Trainerakademie Köln ein Vorbild dar. Hier übernahm er bald zusätzlich den Ausbau der Medienabteilung und wurde von 1983 der Stellvertretende Direktor der Schule. Diese Arbeiten unterbrach er 1979 für ein Semester als Gastprofessor für Sportpsychologie an der Universität Hamburg. Von 1985 an wurde er zum Direktor der Sportlehrerkurse an der ETH Zürich berufen. Er diversifizierte die Ausbildungskurse, ehe er 2001 in den vorzeitigen Ruhestand ging und sich als Sportpsychologe selbständig machte. Er verfasste über 200 sportpsychologischen Publikationen und organisierte zehn internationale Kongresse in Magglingen.

## Veröffentlichungen

### Als Autor
- Zur Auswahl von Linienpiloten, Bern/Stuttgart : Huber-Verlag, 1968
- Mit Ramon Gill und Reinhard Hänggi: Entwicklungspsychologie : Abriss für Ausbildner im Sport = Psychologie du développement, Magglingen : ETS-Bern : Nationales Komitee für Elite-Sport, 4. Auflage 1980
- Mit Monika Biedermann und Sabine Rehmer: Psychische Aspekte der sportlichen Leistung : ein Textbuch zur Sportpsychologie, Zürich : Gesellschaft zur Förderung der Sportwissenschaften an der ETH Zürich, 2002, ISBN 978-3-9521633-8-2

### Als Herausgeber
- Sportpsychologie, wofür? = Psychologie sportive, pourquoi?, Basel : Birkhäuser-Verlag, 1974, ISBN 978-3-7643-0706-6
- Audiovisuelle Medien im Sport : Kongress 1978, Basel/Boston/Stuttgart : Birkhäuser-Verlag, 1980, ISBN 978-3-7643-1157-5

## Ehrenämter
- 1975–1983  Präsident der FEPSAC Fédération Européenne de Psychologie des Sports et des Activités Corporelles
- 1999 Ehrenmitglied Schweizer Trainervereinigung
- 2000 Ehrenmitglied SASP (Swiss Association for Sport Psychology)
- 2001 Ehrenmitglied der Redaktion des International Council of Sport Science and Physical Education
- 2013 Ehrenpreis der Internationalen Sportpsychologen (ISSP)